# Myotis
A Myotis az emlősök (Mammalia) osztályának a denevérek (Chiroptera) rendjébe, ezen belül a kis denevérek (Microchiroptera) alrendjébe és a simaorrú denevérek (Vespertilionidae) családjába tartozó nem. Manapság a Myotinae alcsalád egyetlen neme; korábban a Vespertilioninae alcsaládba tartozott.
A korábban alnemként idesorolt Cistugo-fajokat manapság, külön, saját családba, Cistugidae-ba helyezték át.
A legnépesebb Európai denevérnem.

## Előfordulásuk
A különböző Myotis-fajok világszerte előfordulnak, úgy a trópusokon, mint a mérsékelt öveken is. Csak a sarkvidékeket kerülik el.

## Megjelenésük
Különböző méretű, karcsú állatok. Arcorruk megnyúlt, fülük hosszúkás, keskeny, a fülfedő általában hegyes végű, egyenes, megnyúlt. Szárnyuk viszonylag széles. A lábszár hosszú, a láb nagy, a sarkantyúkarély csökevényes, vagy hiányzik.

## Életmódjuk
Többségük barlanglakó, de faodúkban, épületekben is megtalálhatóak.

## Szaporodásuk
Általában csak egy utódot hoznak a világra.

## Rendszerezés
A nembe az alábbi 112 faj tartozik (az alnemekbe sorolt fajok, csak alaktanilag vannak csoportosítva, és nem genetikailag; ha elvégzik a genetikai vizsgálatokat e nem körében, a rendszerezés nagymértékben meg fog változni):
- Myotis alnem - 16 faj
  - Myotis altarium
  - Myotis auriculus
  - nagyfülű denevér (Myotis bechsteinii)
  - hegyesorrú denevér (Myotis blythii) - szinonimája: Myotis oxygnathus
  - csonkafülű denevér (Myotis emarginatus)
  - Myotis evotis
  - madagaszkári csonkafülű denevér (Myotis goudoti)
  - Myotis keenii
  - Myotis milleri
  - Myotis morrisi
  - közönséges denevér (Myotis myotis) típusfaj
  - Myotis pequinius
  - Myotis septentrionalis
  - Myotis sicarius
  - Myotis thysanodes
  - Myotis tricolor
- Chrysopteron alnem - 4 faj
  - tarka denevér (Myotis formosus)
  - Myotis hermani
  - Myotis rufopictus - korábban a M. formosus alfajának tekintették
  - Myotis welwitschii
- Selysius alnem - 33 faj
  - nimfadenevér (Myotis alcathoe)
  - Myotis annectans
  - Atacama-sivatagi denevér (Myotis atacamensis)
  - Myotis ater
  - Myotis australis
  - Brandt-denevér (Myotis brandtii)
  - Myotis californicus
  - Myotis carteri - lehet, hogy M. nigricans alfaj
  - Myotis ciliolabrum
  - dominikai denevér (Myotis dominicensis)
  - aranybarna denevér (Myotis elegans)
  - Tres Marias-szigeteki denevér (Myotis findleyi)
  - Myotis frater
  - Myotis gomantongensis
  - Myotis hosonoi
  - Myotis ikonnikovi
  - szamoai denevér (Myotis insularum)
  - Myotis leibii
  - Martinique szigeti denevér (Myotis martiniquensis)
  - Myotis muricola
  - bajuszos denevér (Myotis mystacinus)
  - Myotis nesopolus
  - fekete denevér (Myotis nigricans)
  - szingapúri denevér (Myotis oreias)
  - Myotis ozensis
  - laposfejű denevér (Myotis planiceps) – kihalt
  - Myotis ridleyi
  - Myotis rosseti
  - Myotis scotti
  - Myotis siligorensis
  - Myotis sodalis
  - rjúkjú-szigeteki denevér (Myotis yanbarensis)
  - Myotis yesoensis
- Isotus alnem - 3 faj
  - Myotis bombinus
  - horgasszőrű denevér (Myotis nattereri)
  - örmény horgasszőrű denevér (Myotis schaubi)
- Leuconoe alnem - 36 faj
  - nagylábú denevér (Myotis adversus)
  - Myotis aelleni
  - Myotis albescens
  - Myotis annamiticus
  - Myotis austroriparius
  - Myotis bocagii
  - hosszúlábú denevér (Myotis capaccinii)
  - chilei denevér (Myotis chiloensis)
  - guatemalai denevér (Myotis cobanensis)
  - Myotis csorbai
  - tavi denevér (Myotis dasycneme)
  - vízi denevér (Myotis daubentonii) - szinonimája: Myotis abei
  - Myotis fimbriatus
  - Myotis fortidens
  - Myotis grisescens
  - Myotis hasseltii
  - Myotis horsfieldii
  - Myotis levis
  - kasmíri denevér (Myotis longipes)
  - barna denevér (Myotis lucifugus)
  - Myotis macrodactylus
  - Myotis macropus
  - Myotis macrotarsus
  - Myotis montivagus
  - Myotis occultus
  - Myotis oxyotus
  - Myotis peninsularis
  - Myotis pruinosus
  - Myotis ricketti
  - Myotis riparius
  - Myotis ruber
  - Myotis simus
  - Myotis stalkeri
  - Myotis velifer
  - Myotis volans
  - Myotis yumanensis
- Pizonyx alnem - 1 faj
  - halevő denevér (Myotis vivesi)
- Bizonytalan helyzetűek (a Myotis nemen belül, határozatlan alnembe helyezett fajok) - 19 faj:
  - Myotis anjouanensis
  - Myotis aurascens
  - Myotis bucharensis
  - Myotis chinensis
  - Myotis davidii
  - Myotis dieteri
  - Myotis escalerai
  - Myotis flavus
  - Myotis hajastanicus
  - Myotis keaysi
  - Myotis laniger
  - Myotis latirostris
  - Myotis melanorhinus
  - Myotis moluccarum
  - Myotis nipalensis
  - Myotis petax - korábban a M. daubentonii alfajának tekintették
  - Myotis phanluongi
  - Myotis punicus
  - Myotis taiwanensis - korábban a M. adversus alfajának tekintették